# مقاطعة (فنان)
مُقاطَعة (بالإنجليزية: Boikutt) هو ملحن موسيقى ومغني راب من رام الله، فلسطين. يقوم باستخدام عينات صوت وآلات إلكترونية وتسجيل اصوات من محيطه لتلحين موسيقته التي تتفاوت بين الهيب هوب والعديد من أنواع الموسيقى الالكترونية والموسيقى التجريبية. كما انه أحد مؤسسي فرقة رام الله أندر جراوند والتي قدمت عروضا في العالم العربي وأوروبا وأستراليا. وهو أيضا أحد مؤسسي فرقة تشويش للموسيقى والفنون البصرية والتي يقوم معها حاليا في جولات عروض.

قام بإنتاج وعرض بعض المقطوعات الموسيقية الفنية ولحن عدة مقطوعات لأفلام ومسرحيات عالمية ومحلية وهو حاليا يعمل على عدة مشاريع جماعية وفردية

## التاريخ
كانت البداية وهو في الثانية عشرة من عمره حيث استخدم جهاز الحاسوب ببرامج موسيقى بسيطة تقوم بتركيب عينات مسجلة مسبقاً وعمل جملة موسيقية منها
انتقل مقاطعة من عمان إلى رام الله وتعرف على «عاصفة» الذي أنشأ هو وإياه وأخوه مشروعاً موسيقياً كان اسمه رام الله أندرقراوند
عام 2002 كتب أغنية بعنوان «ممنوع التجول». كتبت هذه الأغنية تحت منع التجول الذي حصل تلك السنة عندما اجتاح الإسرائيليون الضفة الغربية. كانت رام الله مليئة بالدبّابات والمجنزرات، وكان هناك قصف واشتباكات.
بدأت العروض تأتيهم واستمر الحال على هذا حتى عام 2009 حتى ذهب كل منهم في طريقه.

### 2011-الآن
في عام 2011 بدأ مقاطعة العمل على ألبومه الأول الذي أصدره في أواخر سنة 2013 تحت عنوان «حيوان ناطق» والذي احتوى على 8 مسارب
من نوع الهيب هوب التجريبي. ألبوم مقاطعة
في عام 2014 قام مقاطعة بعدد من الأعمال الفردية مع الفنانين في رام الله وأيضاً قدم عرضاً في باريس، فرنسا مع الراس والحمورابي

## ديسكوغرافيا

### مع رام الله اندرقراوند
- سجن بسجن
- كلمة (صعب تتفسر)
- 970
- من الكهف
- هون حبس
- تعال شوف
- قنابل مضيئة
- قرارات

### خارج رام الله أندرقراوند
- رسالة من مقاطعة
- ولّع
- لحن واحد
- بحيرة طبريا
- تكعيب
- رز اظن
- أرضي شوكي
- تحت الخجل
- امعاء دقيقة
- أحياء
- فلسف

### ألبومات
- حيوان ناطق (2013)

## روابط خارجية
- مقاطعة على موقع ميوزك برينز (الإنجليزية)